# 数学者
数学者（すうがくしゃ、英: mathematician）とは、数学に属する分野の事柄を第一に、調査および研究する者を指していう呼称である。

## 概念
数学者が扱うものは、論理、数、空間と変換といったものに関する問題や概念、あるいはそのようなものを扱うためのさらに一般かつ抽象的な概念や操作およびそれらに関する問題などである。 
また、理論物理学者エドワード・ウィッテンのように、数学との学際領域での研究を行う一部の科学者が、その数学的成果を以って数学者としても扱われる場合がある。